# Список видов семейства Titanoecidae
Список всех описанных видов пауков семейства Titanoecidae на 14 октября 2013 года. 

## Anuvinda
Anuvinda Lehtinen, 1967
- Anuvinda escheri (Reimoser, 1934) — Индия, Китай, Лаос, Таиланд
- Anuvinda milloti (Hubert, 1973) — Непал

## Goeldia
Goeldia Keyserling, 1891
- Goeldia arnozoi (Mello-Leitao, 1924) — Бразилия
- Goeldia chinipensis Leech, 1972 — Мексика
- Goeldia luteipes (Keyserling, 1891) — Бразилия, Аргентина
- Goeldia mexicana (O. P.-Cambridge, 1896) — Мексика
- Goeldia nigra (Mello-Leitao, 1917) — Бразилия
- Goeldia obscura (Keyserling, 1878) — Колумбия, Перу
- Goeldia patellaris (Simon, 1892) — от Венесуэлы до Чили
- Goeldia tizamina (Chamberlin & Ivie, 1938) — Мексика
- Goeldia zyngierae Almeida-Silva, Brescovit & Dias, 2009 — Бразилия

## Nurscia
Nurscia Simon, 1874
- Nurscia albofasciata (Strand, 1907) — Россия, Китай, Корея, Тайвань, Япония
- Nurscia albomaculata (Lucas, 1846) — Европа, Египт до Центральной Азии
- Nurscia albosignata Simon, 1874 — Болгария, Кипр до Центральной Азии
- Nurscia sequerai (Simon, 1892) — от Португалии до Франции

## Pandava
Pandava Lehtinen, 1967
- Pandava andhraca (Patel & Reddy, 1990) — Индия
- Pandava ganesha Almeida-Silva, Griswold & Brescovit, 2010 — Индия
- Pandava ganga Almeida-Silva, Griswold & Brescovit, 2010 — Индия
- Pandava hunanensis Yin & Bao, 2001 — Китай
- Pandava kama Almeida-Silva, Griswold & Brescovit, 2010 — Индия
- Pandava laminata (Thorell, 1878) — Танзания, Кения, Мадагаскар, от Шри-Ланки до Китая, Новая Гвинея, Маркизские острова (Германия, Венгрия, ввезён)
- Pandava nathabhaii (Patel & Patel, 1975) — Индия
- Pandava sarasvati Almeida-Silva, Griswold & Brescovit, 2010 — Мьянма, Таиланд
- Pandava shiva Almeida-Silva, Griswold & Brescovit, 2010 — Индия, Пакистан

## Titanoeca
Titanoeca Thorell, 1870
- Titanoeca altaica Song & Zhou, 1994 — Китай
- Titanoeca americana Emerton, 1888 — Северная Америка
- Titanoeca asimilis Song & Zhu, 1985 — Россия, Казахстан, Монголия, Китай
- Titanoeca brunnea Emerton, 1888 — США, Канада
- Titanoeca caucasica Dunin, 1985 — Азербайджан
- Titanoeca eca Marusik, 1995 — Казахстан
- Titanoeca flavicoma L. Koch, 1872 — Палеарктика
- Titanoeca guayaquilensis Schmidt, 1971 — Эквадор
- Titanoeca gyirongensis Hu, 2001 — Китай
- Titanoeca hispanica Wunderlich, 1995 — Испания, Франция
- Titanoeca incerta (Nosek, 1905) — Болгария, Турция
- Titanoeca lehtineni Fet, 1986 — Центральная Азия
- Titanoeca lianyuanensis Xu, Yin & Bao, 2002 — Китай
- Titanoeca liaoningensis Zhu, Gao & Guan, 1993 — Россия, Монголия, Китай
- Titanoeca mae Song, Zhang & Zhu, 2002 — Китай
- Titanoeca minuta Marusik, 1995 — Казахстан
- Titanoeca monticola (Simon, 1870) — Португалия, Испания, Франция
- Titanoeca nigrella (Chamberlin, 1919) — Северная Америка
- Titanoeca nivalis Simon, 1874 — Голарктика
- Titanoeca palpator Hu & Li, 1987 — Китай
- Titanoeca praefica (Simon, 1870) — Испания, Франция, Алжир, Россия
- Titanoeca psammophila Wunderlich, 1993 — Швеция, Центральная Европа
- Titanoeca quadriguttata (Hahn, 1833) — Палеарктика
- Titanoeca schineri L. Koch, 1872 — Палеарктика
- Titanoeca sharmai (Bastawade, 2008) — Индия
- Titanoeca tristis L. Koch, 1872 — Европа до Центральной Азии
- Titanoeca turkmenia Wunderlich, 1995 — Греция, Иран, Туркменистан
- Titanoeca ukrainica Guryanova, 1992 — Украина, Россия
- Titanoeca veteranica Herman, 1879 — Восточная Европа до Центральной Азии